# Jim Curtin
Jim Curtin (Oreland, Pennsilvania, Estados Unidos; 23 de junio de 1979) es un exfutbolista y entrenador estadounidense. Actualmente está sin club.
Como jugador pasó gran parte de su carrera en el Chicago Fire, donde jugó 186 encuentros oficiales.

## Trayectoria

### Como jugador
Jim creció en su natal Oreland, Pensilvania, donde desde pequeño jugó al fútbol en su escuela. Ya como universitario jugó al fútbol universitario en los Villanova Wildcats de la Universidad Villanova durante cuatro años.

#### Chicago Fire
Tras su graduación, Curtin fue seleccionado por el Chicago Fire en la tercera ronda del SuperDraft de la MLS 2001.
Curtin debutó profesionalmente contra el D.C. United en el Soldier Field en la segunda jornada de la MLS de 2001. En su primer año en el club fue enviado a préstamo al Milwaukee Rampage de la USL A-League. Jugó 12 encuentros en su primera temporada como profesional.
Se ganó la titularidad en su segundo año, donde jugó 22 encuentros. Para el 2003 disputó todos los encuentros de la temporada del Chicago Fire, donde hizo dupla junto a su compañero Carlos Bocanegra en la defensa.
Jugó más de 200 encuentros para el Fire, donde ganó la U.S. Open Cup de 2003 y 2006 y disputó el juego de las estrellas de la Major League Soccer de 2004.
En el 2014, mientras trabajada como entrenador del Philadelphia Union, Curtin se retiró simbólicamente como jugador del Chicago Fire.

#### Chivas USA
El 22 de enero de 2008 fue intercambiado al Chivas USA por la selección del SuperDraft de la MLS 2010. Tras dos temporadas en el sur de California, Curtin fue liberado del club el 26 de enero de 2010.

### Como entrenador

#### Philadelphia Union
Tras su salida del Chivas USA, Curtin regresó a Philadelphia donde comenzó a trabajar como entrenador de la academia del Philadelphia Union desde junio de 2010. En noviembre de 2012 fue nombrado nuevo entrenador asistente del primer equipo, bajo la dirección de John Hackworth.
Hackworth fue despedido durante la temporada 2014 debido a los malos resultados y Curtin fue nombrado entrenador interino del club. Durante el resto de la temporada, el Union solo perdió cinco encuentros de los 16 restantes, además fue finalista de la U.S. Open Cup donde perdió ante el Seattle Sounders en el tiempo extra; como consecuencia de su buen resultado, el 7 de noviembre de 2014 el club nombró a Curtin como nuevo primer entrenador del equipo.
Para el 2015, Philadelphia Union no logró llegar a los play offs, aunque logró una nueva final de la U.S. Open Cup, esta vez perdió ante el Sporting Kansas City en la tanda de penaltis.
Al término de la temporada 2018 el club renovó el contrato del entrenador.El 7 de noviembre de 2024, después de una campaña en la que el equipo no logró clasificar a la postemporada por primera vez desde 2017, fue relevado de sus funciones.

## Estadísticas

### Como jugador
Último partido disputado el 11 de junio de 2009.
| Chicago Fire Estados Unidos |               |               |     |    |    |   |   |    |    |     |     |   |
| 1.ª | 2001          | 18            | 0   | 3  | 0  | - | - | 1  | 0  | 22  | 0   |   |
| 1.ª | 2002          | 24            | 2   | 0  | 0  | 2 | - | 3  | 0  | 29  | 2   |   |
| 1.ª | 2003          | 30            | 0   | 4  | 0  | - | - | 4  | 0  | 38  | 0   |   |
| 1.ª | 2004          | 30            | 0   | 4  | 0  | 4 | 1 | -  | -  | 38  | 1   |   |
| 1.ª | 2005          | 27            | 1   | 3  | 0  | - | - | 3  | 0  | 33  | 1   |   |
| 1.ª | 2006          | 11            | 1   | 4  | 0  | - | - | 0  | 0  | 15  | 1   |   |
| 1.ª | 2007          | 11            | 0   | -  | -  | - | - | 0  | 0  | 11  | 0   |   |
| Total club | Total club    | 151           | 4   | 18 | 0  | 6 | 1 | 11 | 0  | 186 | 5   |   |
| Chivas USA Estados Unidos |               |               |     |    |    |   |   |    |    |     |     |   |
| 1.ª | 2008          | 18            | 1   | -  | -  | - | - | 1  | 0  | 19  | 1   |   |
| 1.ª | 2009          | 3             | 0   | 1  | 0  | 2 | 0 | -  | -  | 6   | 0   |   |
| Total club | Total club    | 21            | 1   | 1  | 0  | 2 | 0 | 1  | 0  | 25  | 1   |   |
| Total carrera | Total carrera | Total carrera | 172 | 5  | 19 | 0 | 8 | 1  | 12 | 0   | 211 | 6 |
| (1) Incluye datos de la U.S. Open Cup. (2) Incluye datos de la Liga de Campeones de la Concacaf. (3) Incluye datos de los playoffs de la Copa MLS. |               |               |     |    |    |   |   |    |    |     |     |   |

### Como entrenador
| Equipo                            | Div.              | Temporada         | Liga | Liga | Liga | Liga | Liga |    | Copa | Copa | Copa | Copa |    | Internacional | Internacional | Internacional | Internacional | Internacional |   | Otros | Otros | Otros | Otros |     | Totales     | Totales | Totales | Totales | Totales | Totales | Totales | Totales | Totales |
| Equipo                            | Div.              | Temporada         | PD   | G    | E    | P    | Pos. | PD | G    | E    | P    | PD   | G  | E             | P             | Pos.          | PD            | G             | E | P     | PD    | G     | E     | P   | Rendimiento | GF      | GC      | Dif.    |         |         |         |         |         |
| --------------------------------- | ----------------- | ----------------- | ---- | ---- | ---- | ---- | ---- | -- | ---- | ---- | ---- | ---- | -- | ------------- | ------------- | ------------- | ------------- | ------------- | - | ----- | ----- | ----- | ----- | --- | ----------- | ------- | ------- | ------- | ------- | ------- | ------- | ------- | ------- |
| Philadelphia Union Estados Unidos | 1.ª               | 2014              | 18   | 7    | 6    | 5    | 10.º | 5  | 3    | 1    | 1    | -    | -  | -             | -             | -             | -             | -             | - | -     | 23    | 10    | 7     | 6   | 53.62%      | 38      | 30      | +8      |         |         |         |         |         |
| Philadelphia Union Estados Unidos | 1.ª               | 2015              | 34   | 10   | 7    | 17   | 18.º | 5  | 2    | 3    | 0    | -    | -  | -             | -             | -             | -             | -             | - | -     | 39    | 12    | 10    | 17  | 39.32%      | 47      | 58      | -11     |         |         |         |         |         |
| Philadelphia Union Estados Unidos | 1.ª               | 2016              | 34   | 11   | 9    | 14   | 13.º | 3  | 2    | 1    | 0    | -    | -  | -             | -             | -             | 1             | 0             | 0 | 1     | 38    | 13    | 10    | 15  | 42.98%      | 59      | 62      | -3      |         |         |         |         |         |
| Philadelphia Union Estados Unidos | 1.ª               | 2017              | 34   | 11   | 9    | 14   | 16.º | 2  | 1    | 1    | 0    | -    | -  | -             | -             | -             | -             | -             | - | -     | 36    | 12    | 10    | 14  | 42.59%      | 54      | 49      | +5      |         |         |         |         |         |
| Philadelphia Union Estados Unidos | 1.ª               | 2018              | 34   | 15   | 5    | 14   | 11.º | 5  | 4    | 0    | 1    | -    | -  | -             | -             | -             | 1             | 0             | 0 | 1     | 40    | 19    | 5     | 16  | 51.67%      | 61      | 57      | +4      |         |         |         |         |         |
| Philadelphia Union Estados Unidos | 1.ª               | 2019              | 34   | 16   | 7    | 11   | 5.º  | 1  | 0    | 0    | 1    | -    | -  | -             | -             | -             | 2             | 1             | 0 | 1     | 37    | 17    | 7     | 13  | 52.26%      | 63      | 57      | +6      |         |         |         |         |         |
| Philadelphia Union Estados Unidos | 1.ª               | 2020              | 23   | 14   | 5    | 4    | 1.º  | 6  | 4    | 1    | 1    | -    | -  | -             | -             | -             | 1             | 0             | 0 | 1     | 30    | 18    | 6     | 6   | 66.67%      | 53      | 27      | +26     |         |         |         |         |         |
| Philadelphia Union Estados Unidos | 1.ª               | 2021              | 34   | 14   | 12   | 8    | 6.º  | -  | -    | -    | -    | 6    | 3  | 1             | 2             | 1/2           | 3             | 1             | 1 | 1     | 43    | 18    | 14    | 11  | 52.71%      | 60      | 43      | +17     |         |         |         |         |         |
| Philadelphia Union Estados Unidos | 1.ª               | 2022              | 34   | 19   | 10   | 5    | 2.º  | 1  | 0    | 0    | 1    | -    | -  | -             | -             | -             | 3             | 2             | 1 | 0     | 38    | 21    | 11    | 6   | 64.91%      | 80      | 32      | +28     |         |         |         |         |         |
| Philadelphia Union Estados Unidos | 1.ª               | 2023              | 34   | 15   | 10   | 9    | 5.º  | 1  | 0    | 1    | 0    | 13   | 6  | 5             | 2             | 3.º           | 3             | 2             | 0 | 1     | 51    | 23    | 16    | 12  | 55.56%      | 87      | 60      | +27     |         |         |         |         |         |
| Philadelphia Union Estados Unidos | 1.ª               | 2024              | 34   | 9    | 10   | 15   | 23.º | -  | -    | -    | -    | 11   | 4  | 5             | 2             | 4.º           | -             | -             | - | -     | 45    | 13    | 15    | 17  | 40%         | 80      | 75      | +5      |         |         |         |         |         |
| Consolidado Total                 | Consolidado Total | Consolidado Total | 347  | 141  | 90   | 116  | -    | 29 | 16   | 8    | 5    | 30   | 13 | 11            | 6             | -             | 14            | 6             | 2 | 6     | 420   | 176   | 111   | 133 | 50.71%      | 682     | 550     | +132    |         |         |         |         |         |
| 1. 2. 3.                          |                   |                   |      |      |      |      |      |    |      |      |      |      |    |               |               |               |               |               |   |       |       |       |       |     |             |         |         |         |         |         |         |         |         |

#### Resumen por competiciones
| Competición                      | Partidos | Ganados | Empatados | Perdidos | Ganados % |
| -------------------------------- | -------- | ------- | --------- | -------- | --------- |
| MLS                              | 347      | 141     | 90        | 116      | 49.28%    |
| MLS Cup                          | 14       | 6       | 2         | 6        | 47.62%    |
| US Open Cup                      | 23       | 12      | 7         | 4        | 62.31%    |
| MLS is Back                      | 6        | 4       | 1         | 1        | 72.23%    |
| Liga de Campeones de la Concacaf | 16       | 6       | 6         | 4        | 50%       |
| Leagues Cup                      | 14       | 7       | 5         | 2        | 61.9%     |
| TOTAL                            | 420      | 176     | 111       | 133      | 50.71%    |

## Palmarés

### Como jugador
| Título                   | Equipo       | País           | Año  |
| ------------------------ | ------------ | -------------- | ---- |
| MLS Supporters' Shield   | Chicago Fire | Estados Unidos | 2003 |
| Lamar Hunt U.S. Open Cup | Chicago Fire | Estados Unidos | 2003 |
| Lamar Hunt U.S. Open Cup | Chicago Fire | Estados Unidos | 2006 |

### Como entrenador
| Título                 | Equipo             | País           | Año  |
| ---------------------- | ------------------ | -------------- | ---- |
| MLS Supporters' Shield | Philadelphia Union | Estados Unidos | 2020 |

#### Distinciones individuales
| Distinción                                       | Año  |
| ------------------------------------------------ | ---- |
| Juego de las Estrellas de la Major League Soccer | 2004 |
| Defensa del año del Chicago Fire                 | 2004 |
| Salón de la fama de la Universidad de Villanova  | 2017 |